# Abbigliamento accademico

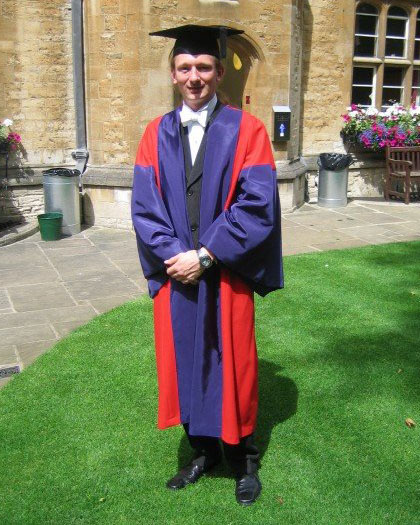
Un DPhil dell'Università di Oxford in abito accademico.

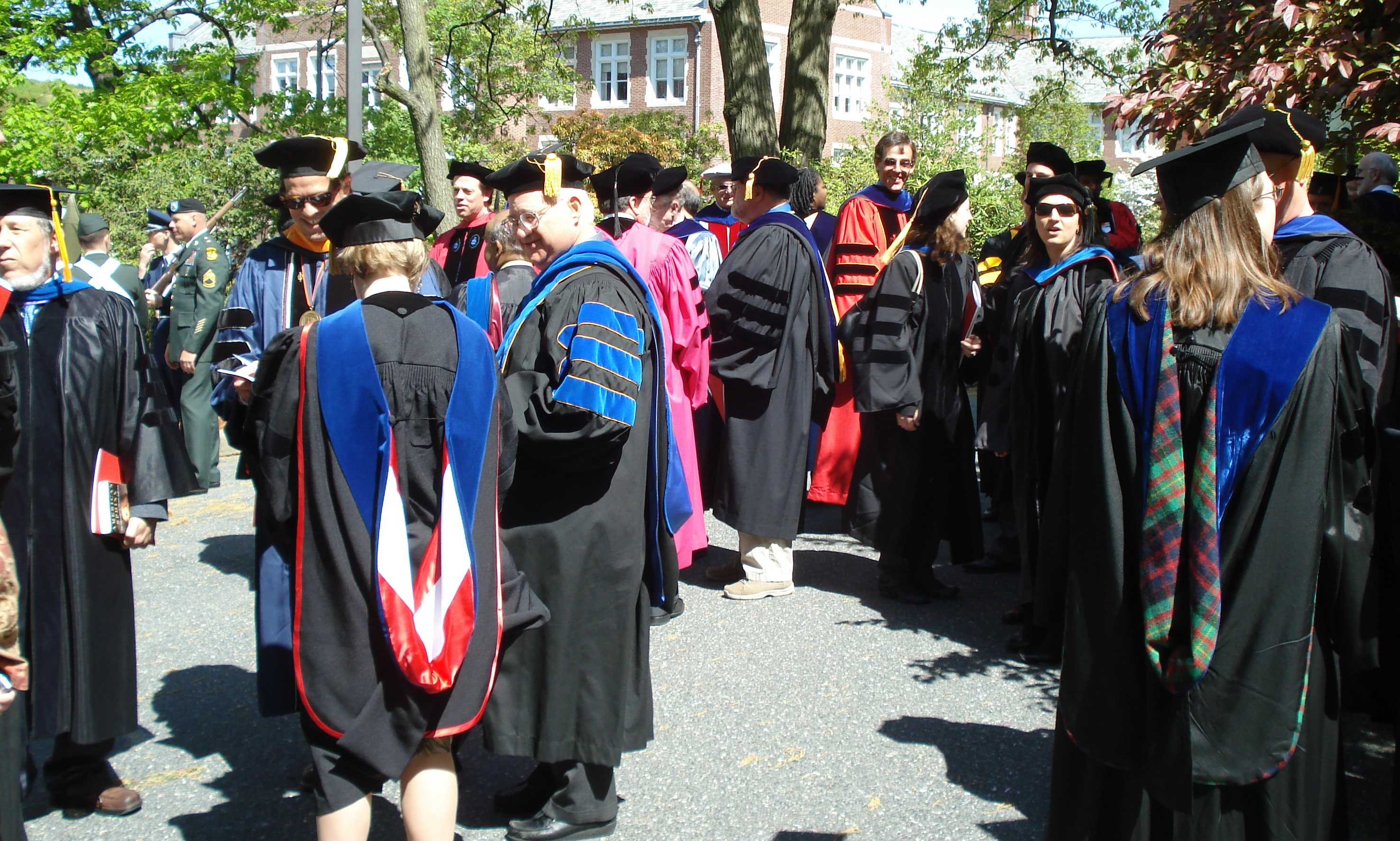
Dottori a una cerimonia di laurea (graduation) negli Stati Uniti.

L'abbigliamento accademico (nel mondo anglosassone anche academicals e, negli USA, come academic regalia) è una forma tradizionale di vestiario indossato da chi riveste cariche di natura accademica, di regola nel corso di eventi e cerimonie ufficiali.
In alcuni contesti culturali, tipicamente i paesi anglosassoni, esso è impiegato anche in alcune scuole secondarie. In tali paesi è spesso impiegato da tutti coloro che sono stati ammessi a dei corsi universitari, mentre quasi ovunque in Italia (ad eccezione di alcune facoltà di alcuni atenei nell'ultimo decennio) essi sono indossati solo da parte del personale docente nel corso dell'inaugurazione dell'anno accademico, i cortei accademici e, in alcune facoltà, le sedute di laurea.

## Storia
L'abbigliamento accademico presente nelle università occidentali (essenzialmente europee e anglosassoni) è l'evoluzione della veste accademica ed ecclesiastica diffusa nelle università medievali in tutta Europa. Nel Regno Unito e negli Stati Uniti esso deriva direttamente dal vestiario anticamente in uso presso le università di Oxford e Cambridge.
Nei paesi del Commonwealth sono utilizzate toghe anteriormente aperte (per alcuni versi simili a quelle degli avvocati in Italia), mentre negli Stati Uniti si sono diffuse toghe chiuse (più simili alle toghe dei professori italiani).

## Descrizione ed utilizzo
Nonostante attualmente esso sia impiegato quasi esclusivamente nel corso di occasioni ufficiali e cerimonie, un tempo l'abbigliamento accademico era utilizzato pressoché quotidianamente, e ancora lo è in alcune antiche università del mondo anglosassone. L'insieme e la forma di tali abiti, in Italia come all'estero, è legato alle tradizioni del singolo ateneo. I principali elementi distintivi dell'abbigliemento accademico sono due:
- la toga
- il tocco.

Così come l'elemento principale e più caratteristico di un completo maschile è la giacca, ugualmente l'elemento fondamentale di un abito accademico è la toga. Se questa può essere fornita di una sorta di cappuccio in alcuni casi, più spesso essa è completata da un cappello detto tocco. Tale copricapo ha una base rotonda e una parte superiore quadrata. Nel Regno Unito e negli Stati Uniti generalmente la parte quadrata è piatta ed è ornato con una nappa pendente dal centro. In altri paesi, tra cui l'Italia, la parte superiore quadrata presenta generalmente una certa estensione verticale e può essere completata, ma non sempre, da un pompon al centro. L'abbigliamento accademico è impiegato anche da parte di membri di alcune società scientifiche (come la ben nota Royal Society) e di alcune istituzioni statali come divisa ufficiale.
Al di sotto della toga si portano abiti più o meno formali: gli uomini generalmente vestono un completo scuro, con una camicia bianca e una cravatta, oppure una veste talare, un'uniforme militare o civile; le donne vestono in maniera equivalente, a un pari grado di eleganza. Alcune antiche università, come quelle di Oxford e Cambridge, prescrivono un preciso completo di abiti (noto con l'espressione di origine latina subfusc) da portare al di sotto della toga, che diviene perciò una sorta di lunga giacca. Nonostante le norme ufficiali di alcune università siano piuttosto tolleranti riguardo a ciò che la gente mette al di sotto della toga, tuttavia è considerata maleducazione rimanere in abiti informali quando richiesta la toga.

## Materiali

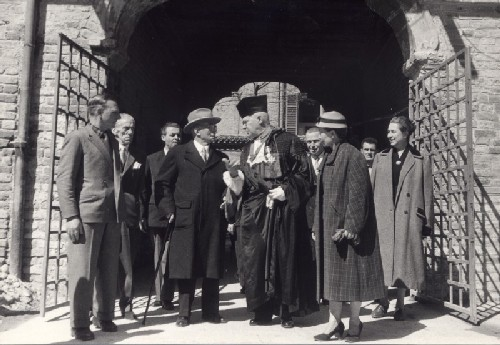
Il Magnifico Rettore dell'Università di Pavia Plinio Fraccaro, vestito di toga e tocco universitario, riceve nell'ateneo il Presidente della repubblica Luigi Einaudi il 13 aprile 1955.

In generale, i materiali impiegati per gli abiti accademici sono pesantemente influenzati dal clima del luogo dove ha sede l'istituzione accademica, o dal clima dove tali abiti saranno indossati (per esempio da parte di un membro del corpo accademico presso un'altra istituzione).  Tali materiali possono essere molto economici (tipicamente tessuti sintetici) oppure di grande pregio (come la seta). Negli Stati Uniti, la maggior parte degli studenti si presentano spesso alle cerimonie di Bachelor (laurea triennale) e Master (laurea specialistica)  con una versione souvenir della toga ("regalia"), che vengono preparati per un uso molto ridotto risultando perciò assai poco costosi. Per molti studenti americani la cerimonia di conferimento del titolo è di fatto la sola occasione in cui indossare un abito accademico, per cui si preferisce noleggiarlo piuttosto che acquistarlo. Tale versione da noleggio è generalmente confezionata in poliestere o con qualche altra fibra sintetica.  In Gran Bretagna le toghe noleggiate sono quasi sempre in poliestere, mentre il cotone, la lana, la seta o la seta artificiale sono disponibili solo per i capi da acquistare. In genere le toghe britanniche per gli studenti undergraduate (laurea triennale) sono confezionate in cotone o cotone e poliestere e sono relativamente economiche per incoraggiarli ad averne una propria.
Chi sceglie di acquistare un proprio abito accademico può optare per tessuti più pregiati, come il popelín, gros grain, percaille, cotone, lana, cashmere e altri. Inoltre sono utilizzati diversi tipi di seta, quali ad esempio la seta artificiale/rayon, il taffetà, il satin, la seta ottomana (seta intrecciata o lavorata a maglia), la seta pura, o una misto di più fibre.  La seta ottomana pura è usata raramente, a parte le toghe ufficiali, essendo molto costosa. Alcune toghe possono essere ornate con fettucce, pizzi, cordini, bottoni o altri tipi di decorazione.
In passato, per orlarne cappucci o colletti venivano impiegate in alcuni casi delle pellicce, dalle più modeste in pelo di coniglio a quelle più pregiate in ermellino per i gradi accademici più elevati (rettori e presidi di facoltà); veniva inoltre impiegata largamente pelle di pecora. Tuttavia oggi vengono impiegate quasi esclusivamente pellicce sintetiche, che risultano molto meno costose. 
Nei paesi anglosassoni, le toghe dei dottori di ricerca sono in genere fatte di flanella, panama, damasco  o broccato e hanno colori vivaci (oppure sono nere, ma con la parte anteriore colorata) per distinguerli da chi ha un grado accademico più basso. Esse sono in genere le più costose, poiché devono essere tinte con un preciso colore e/o devono essere ornate in seta colorata.
In Italia le toghe, che sono vestite quasi esclusivamente dai professori, sono in genere interamente nere, e bordate con i colori propri di ciascuna facoltà.

## In Italia

Franco Rasetti (a sinistra) con Enrico Fermi (al centro) ed Emilio Segrè vestono un abito accademico completo, con toga bordata dei colori della facoltà e tocco universitario.

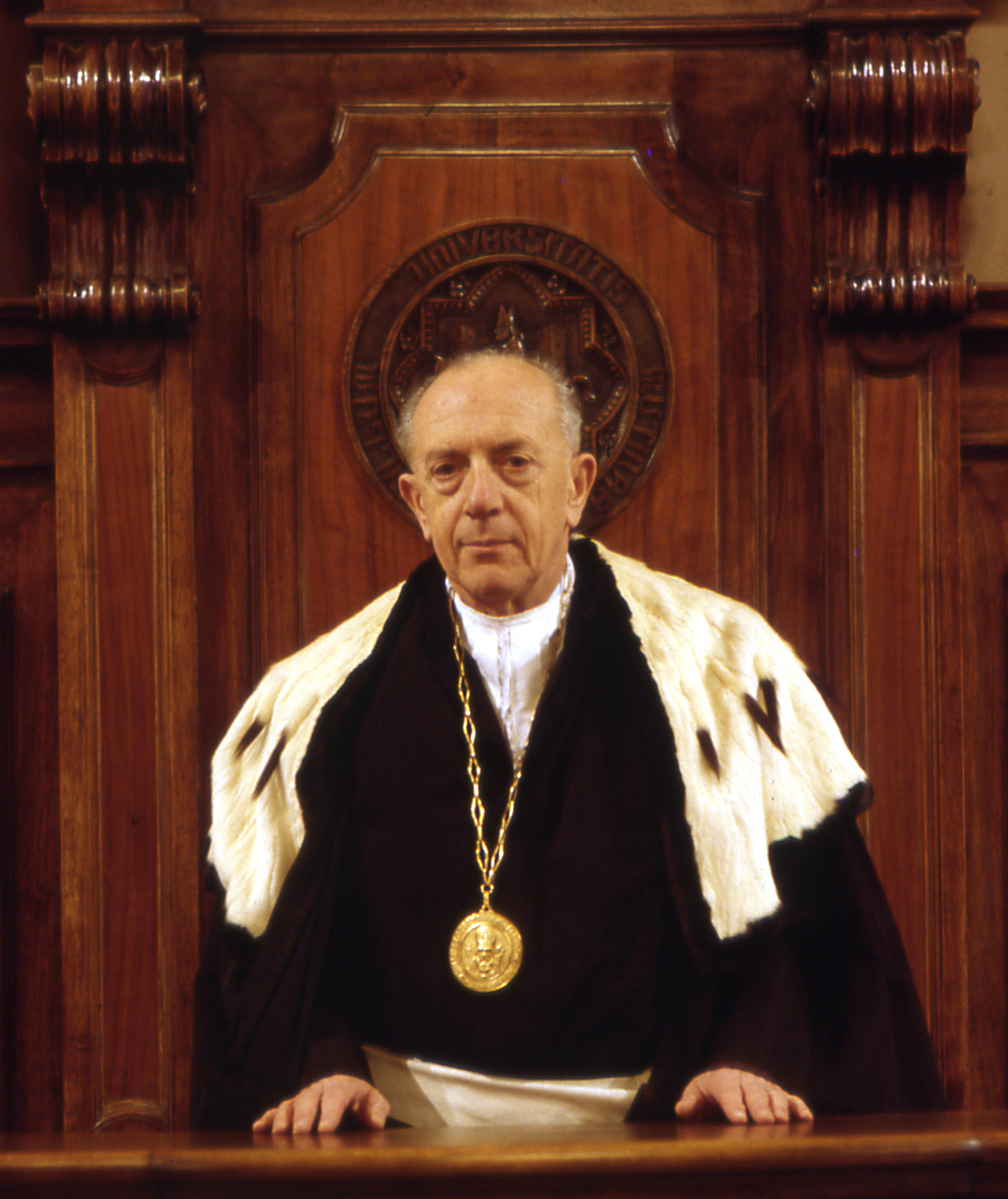
Il Magnifico Rettore dell'Università di Modena Mario Vellani in abiti accademici ufficiali, con toga cerimoniale bordata di ermellino.

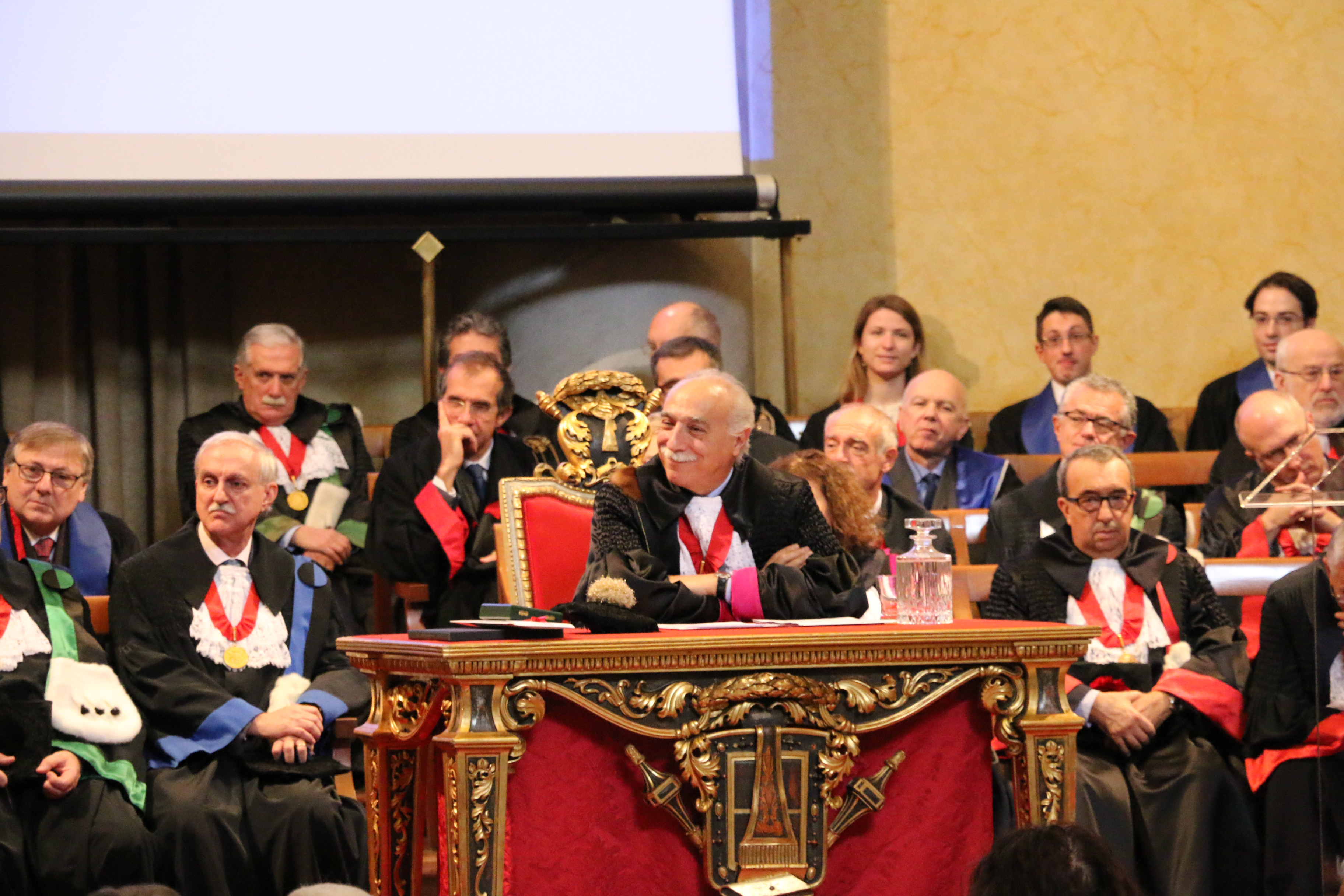
Inaugurazione dell'anno accademico 2016/2017 presso l'Università di Pavia: è possibile notare il Magnifico Rettore e i professori presenti in rappresentanza del corpo accademico abbigliati con le toghe bordate coi colori delle rispettive facoltà.

In Italia è possibile riscontrare molte differenze tra i diversi abbigliamenti accademici tradizionali di ciascuna università (toghe, tocco accademico, ecc.), differenze dovute al gran numero di antichi atenei presenti nel paese (per esempio toghe e cappelli dell'Università di Bologna, dell'Università di Pavia, dell'Università di Padova, dell'Università di Pisa, dell'Università di Siena, dell'Università di Firenze, dell'Università di Roma, ecc.). In genere toghe e abiti accademici sono indossati dai soli docenti o nel corso di cerimonie ufficiali o, in alcune facoltà, durante gli esami e le cerimonie di laurea (fanno eccezione i vestiti tradizionali dei goliardi come la feluca, che però non possono essere considerati né ufficiali né formali). Dopo il sessantotto molti professori in svariati atenei avevano cessato di impiegare la toga anche in occasioni formali, ma dagli anni novanta si è ricominciato a usarle nuovamente, in particolare nelle facoltà umanistiche.

### Usi e normative recenti
In Italia l'uso di toga e tocco può essere disciplinato dai regolamenti dei singoli Atenei. Degno di nota è che molti di essi, in anni recenti, hanno emanato specifiche norme che impongono ai docenti di vestirsi con abbigliamento accademico durante le cerimonie di laurea.
- Politecnico di Milano - Dall'anno 2018 l'Ateneo meneghino, università eminentemente tecnico-scientifica, ha emanato un nuovo regolamento in cui si prescrive l'uso della toga da parte dei professori al momento della proclamazione[21]. Tale provvedimento ha lo scopo, da una parte di rendere maggiormente solenne la cerimonia, sottolineandone altresì il valore di rappresentanza dell'Ateneo; dall'altro ha inteso ovviare a situazioni di caos verificatesi negli anni, in cui le cerimonie di laurea risultavano sminuite tanto dal comportamento di laureandi e loro ospiti, quanto da sciatteria e incuria mostrate in passato da parte di alcuni docenti.[22]
- Università di Camerino - Il regolamento della Facoltà di Farmacia prescrive espressamente l'uso della toga da parte dei docenti[23].
- Università di Napoli - Dall'anno 2017 la Facoltà di Medicina partenopea ha stabilito che durante le cerimonie di laurea sia i professori sia i laureandi vestano il proprio abbigliamento accademico, con toga e tocco, seguendo un preciso protocollo cerimoniale[24].
- Università di Roma "La Sapienza" - Nel 2015 una delibera del Senato Accademico, pur non emanando obblighi, ha auspicato che nelle sedute di laurea i membri della commissione, i relatori e i correlatori vestano tutti la toga ove possibile[25].
- Università di Trieste -  Il regolamento per le sedute di laurea obbliga espressamente i membri delle commissioni a vestirsi con la toga; si concede altresì la possibilità di vestire la toga anche agli studenti[26].

In altre università italiane si è iniziato a vestire toga e tocco durante alcune cerimonie non solo i docenti, ma anche gli studenti, in genere in occasione del conferimento del dottorato di ricerca, in modo da conferire particolare solennità alla cerimonia di riconoscimento del più alto titolo di studio.
Tradizionalmente le toghe sono sempre bordate coi colori della facoltà di appartenenza, o della disciplina accademica, i quali presentano alcune varianti tra una università e un'altra. Comunque, la suddivisione cromatica più diffusa è la seguente
| Campo                 | Facoltà o disciplina                             | Colore        | Esempio |
| --------------------- | ------------------------------------------------ | ------------- | ------- |
| Scientifiche          | Architettura/Ingegneria                          | Nero          |         |
| Scientifiche          | Farmacia                                         | Rosso granata |         |
| Scientifiche          | Medicina e Chirurgia                             | Rosso         |         |
| Scientifiche          | Veterinaria                                      | Viola         |         |
| Scientifiche          | Agraria e Scienze matematiche, fisiche, naturali | Verde         |         |
| Politiche-Contabilità | Economia                                         | Giallo        |         |
| Politiche-Contabilità | Giurisprudenza                                   | Blu           |         |
| Politiche-Contabilità | Scienze politiche                                | Lilla         |         |
| Umanistiche           | Lettere e filosofia                              | Bianco        |         |
| Umanistiche           | Psicologia                                       | Grigio        |         |
| Umanistiche           | Scienze dell'educazione                          | Rosa          |         |
| Umanistiche           | Sociologia                                       | Arancione     |         |

## Nel mondo
Le più prestigiose università del mondo anglosassone, numerose delle quali coprono le prime posizioni della classifica mondiale degli atenei, hanno un codice di abbigliamento per le occasioni ufficiali molto preciso e abbastanza rigido, che si è mantenuto pressoché invariato nel corso degli anni (vedi sotto). In particolare in tali atenei è diffusa l'abitudine di vestire abiti accademici piuttosto spesso, in occasione di tutti gli incontri ufficiali e delle cerimonie, dalle più comuni, come le lauree, fino alle più solenni, come l'entrata in ruolo di un nuovo professore, l'insediamento di un rettore o la visita di una personalità importante. In alcune di questi istituti, inoltre, è diffusa l'abitudine a vestire la toga in altre occasioni formali non cerimoniali, quali cene infrasettimanali nei college.
Indicativo di come vengono concepiti gli abiti accademici nei paesi anglosassoni è l'uso dei sostantivi. In italiano, infatti, si usa il termine toga indifferentemente riferendosi all'antico abbigliamento romano, alla sopraveste indossata da magistrati e avvocati e a quella indossata dagli accademici. In inglese si usa il termine toga per indicare l'antica veste romana, mentre per le vesti di magistrati e accademici si usano i termini gown e robe.
Il primo ha il generico significato di abito lungo (il termine è usato in lingua inglese anche per indicare gli abiti da sera o i camici) e specificando academic gown ha il preciso significato dell'italiano toga accademica. Il secondo è riferito all'indumento di origine medioevale denominato roba, che constava all'incirca di un mantello dotato di maniche. Nell'abbigliamento accademico attuale le differenze tra gown e robe sono di fatto minime. Ad ogni modo, la differenza linguistica tra il termine di origine latina toga, che suona molto aulico per gli anglofoni, e il termine di origine sassone gown, che suona assai più dimesso, mostra come l'abbigliamento accademico derivi da vestiti usati nella vita quotidiana. Ciò si riverbera nella foggia e nell'uso di tali vesti: laddove in Italia l'uso della toga, spesso ornata con nappine denota sempre una particolare solennità, nel mondo anglosassone l'uso di una gown denota una formalità analoga, in certi contesti (come le Università di Cambridge e di Oxford), a quella di vestire giacca e cravatta.

### Canada

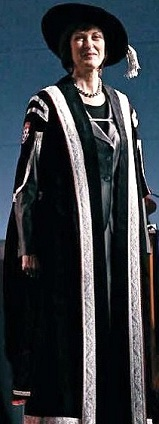
Toga cerimoniale ufficiale del Principal and chief executive della McGill University.

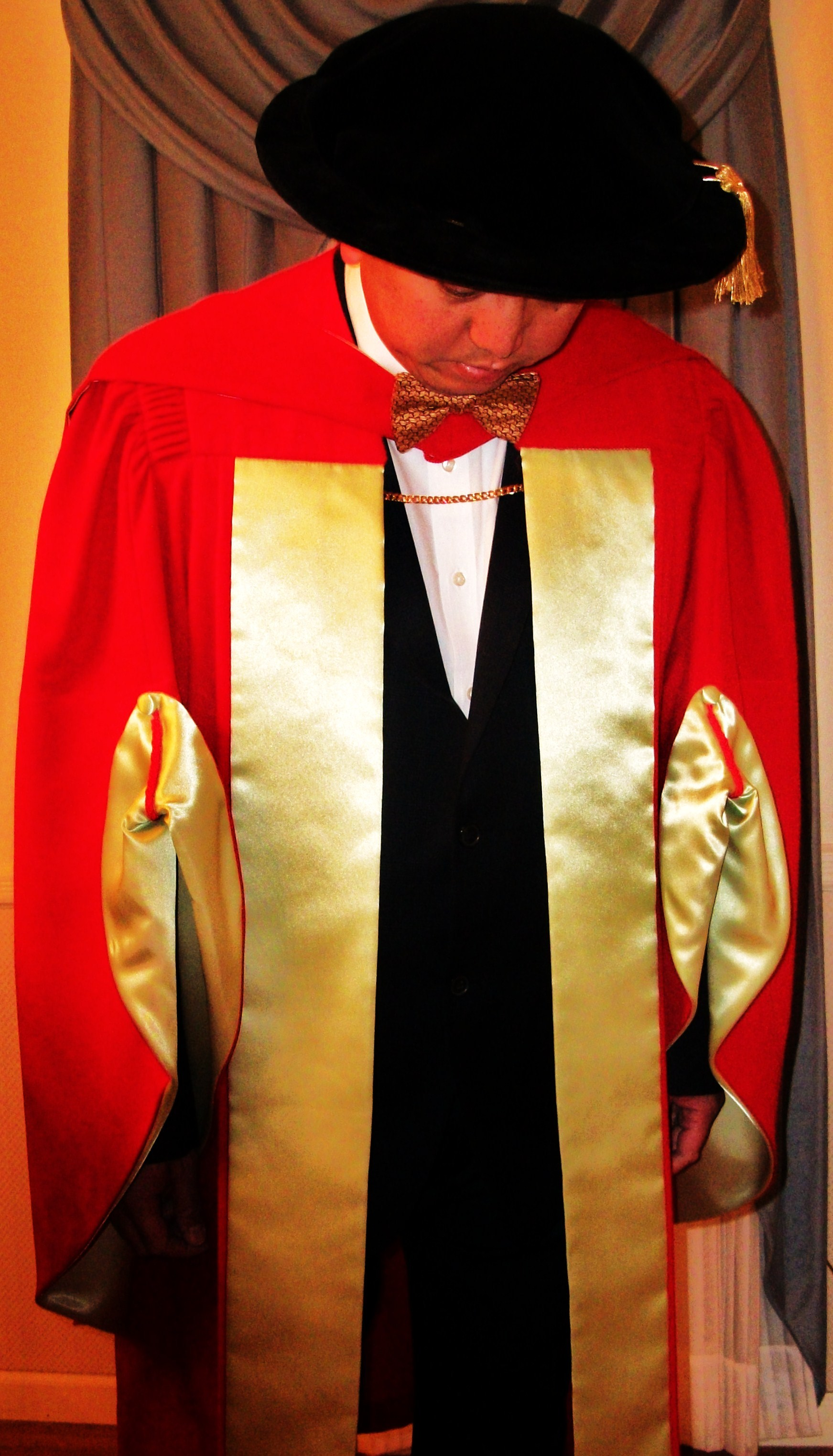
Toga scarlatta da Ph.D. della McGill University.

In Canada i vestiti accademici sono indossati da professori, dal personale degli atenei e delle facoltà e dagli studenti nel corso delle cerimonie di laurea o dottorato, oppure nel corso delle cerimonie di insediamento delle principali cariche universitarie, o nel corso di speciali cerimonie, quali la presa di possesso della cattedra da parte di un nuovo professore, il conferimento di premi, il riconoscimento di anzianità, l'ammissione a prestigiose istituzioni (per esempio società scientifiche). Gli abiti accademici tradizionali consistono tipicamente in un copricapo (un tocco quadrato, un bonnet tudor o un copricapo alla John Knox), una toga e un cappuccio. Fino agli anni trenta nelle università canadesi vi era l'obbligo per professori e studenti di vestire l'abbigliamento accademico ufficiale durante le lezioni. Nel Trinity College presso l'Università di Toronto vestire la toga accademica è tuttora obbligatorio, per studenti e docenti, nel corso delle cene infrasettimanali ufficiali, per la gran parte delle riunioni di college (college meetings), per i dibattiti e in altri particolari eventi.
La gran parte delle università canadesi segue, o ha assunto, l'abbigliamento accademico di Oxford o quello di Cambridge, oppure ha adottato il ‘'Intercollegiate Code of Academic Costume'’ ratificato da molte università americane a fine anni ottanta. Le vesti ufficiali di altri atenei contengono elementi tipici britannici o americani in alcune o in tutte le proprie divise accademiche. Un esempio classico è quello dell'abbigliamento accademico della McGill University, le cui origini britanniche sono evidenti nelle vesti degli studenti che già possiedono il degree. Le vesti accademiche cerimoniali del personale della McGill University, d'altra parte, è più simile alla foggia americana per la toga di chi ha un master, con nella manica delle aperture quadrate sopra il gomito. La veste accademica scarlatta tipica del Doctor of Phylosophy (Ph.D.) di tale ateneo, oggi può essere portata chiusa anteriormente, nonostante la veste completa per il più alto grado di dottorato dell'Università di Cambridge, da cui essa deriva, sia solo aperta. Sulla toga della McGill sono inoltre cucite delle strisce dorate, come quelle utilizzate nelle vesti dottorali americane, e il cappello è un bonnet tudor o un tam.

### Danimarca
Lo Studenterhue è il particolare berretto indossato dagli studenti danesi che hanno superato lo Studenteksamen, ovvero l'equivalente dell'esame di maturità italiano.

### Francia

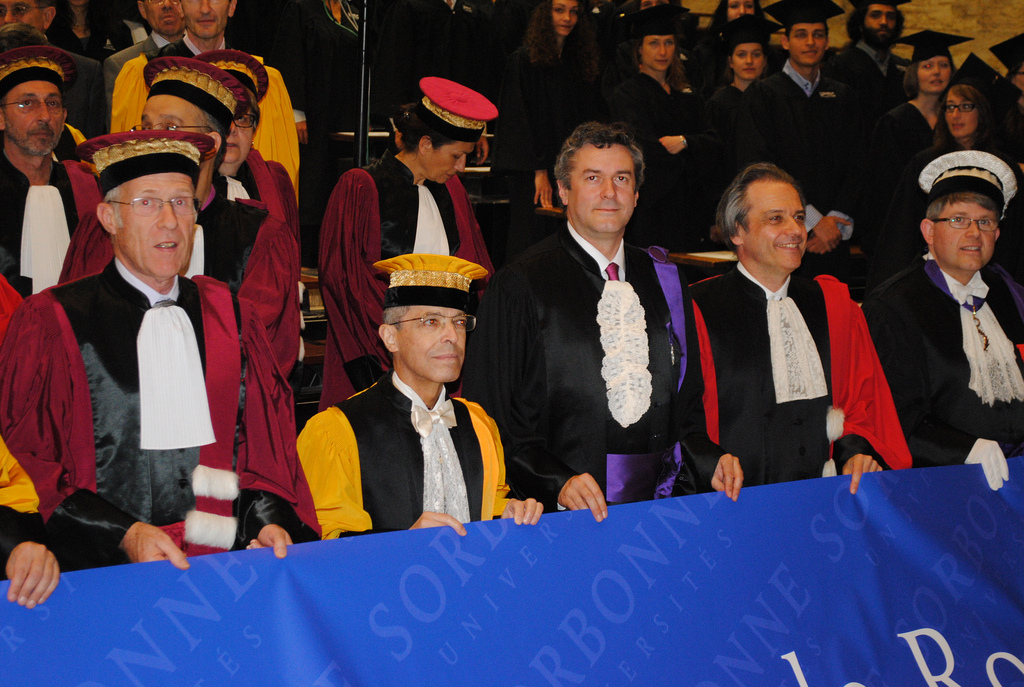
Dottori di varie facoltà della Sorbona, Parigi

In Francia l’abbigliamento accademico è chiamato ‘’toge’’ (dal latino toga ed è simile al vestito dei giudici, eccezion fatta per il colore, che dipende dalla disciplina accademica di chi lo indossa. Oggigiorno esso è raramente usato, tranne che nella inaugurazioni dell’anno accademico o per una cerimonia di dottorato honoris causa. Per i dottori di ricerca, l’abbigliamento consiste di:
- Una toga lunga dotata di una fila di bottoni (tradizionalmente trentatré, ma oggi sono generalmente meno) sul davanti e uno strascico sul retro (che nell’attuale foggia non è visibile, ma è attaccato con un bottone sul lato interno della toga). La toga può avere due colori, o nero o quello della disciplina di chi la indossa.
- Una épitoge (epitoga): Un pezzo di stoffa con quattro strisce bianche (tre per I dottori) attaccato con un bottone sulla spalla sinistra. Esso ha una forma rettangolare, con un lungo strascico sottile anteriormente e uno strascico corto e triangolare posteriormente. Il colore dell’epitoga è quello della disciplina accademica. Essa si è evoluta a partire dall’antico cappuccio, motivo per cui le toghe francesi non lo hanno.
- Una cintura, o una fascia, lunga e larga, nera o del colore della disciplina, che termina con delle frange, che possono essere dorate o dello stesso colore, e attaccata con unlargo nodo ornamentale.
- Un ampio rabat (jabot), sovrapposto a una cravatta bianca, può essere indossato per occasioni cerimoniali: esso è di pizzo per il preside di facoltà, per il rettore e per altri importanti accademici, di cotone ordinario per gli altri.
- Un ‘’tocco’’ del colore della disciplina accademica, con una striscia dorata, che tradizionalmente non viene indossato ma solo tenuto in mano (poiché l’abbigliamento accademico in Francia è usato all’aperto molto raramente). Se un tempo I tale tocco era indossato dai soli uomini soltanto all’aperto, oggi è possibile vederlo indossato anche al chiuso e anche da parte di donne.
- In linea di principio vi è anche una cravatta a farfalla bianca, sebbene oggi sia molto rara, e un paio di guanti bianchi (ora totalmente caduti in disuso).

I professori con almeno vent’anni di carriere si presentano talvolta con uno spadino (di un modello identico a quello dei commissari di polizia francesi).
I colori delle varie discipline sono ‘’giallo’’ per lettere e arti, ‘’amaranto’’ per le scienze naturali, ‘’fucsia’’ per la medicina, ‘’rosso’’ per giurisprudenza e ‘’viola’’ per la teologia. Rettori, presidi, direttori possono altresì vestire specifici indumenti di colore viola indipendentemente dalla disciplina.
| Disciplina accademica                                                     | Nome del colore      | Aspetto |
| ------------------------------------------------------------------------- | -------------------- | ------- |
| Teologia (e tutti gli alti accademici indipendentemente dalla disciplina) | Violet (Viola)       |         |
| Giurisprudenza (colore indossato anche dagli alti magistrati)             | Écarlate (Rosso)     |         |
| Medicina (e scienze della salute)                                         | Groseille (Fucsia)   |         |
| Scienze (matematiche fisiche naturali)                                    | Amaranthe (Amaranto) |         |
| Arti, letteratura, filosofia                                              | Jonquille (Giallo)   |         |

Il vestito accademico esiste in due versioni: il ‘’petit costume’’ e il ‘’grand costume’’. Essi hanno una forma identica, differendo soltanto nella presenza o assenza del copricapo e nella ripetizione dei colori sulla toga a sulla fascia; gli altri elementi sono identici.

### Regno Unito e Irlanda

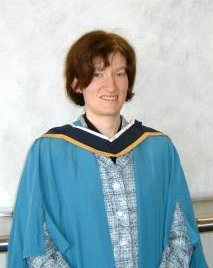
Una versione “alternativa” di toga colorata della Open University.

Negli atenei britannici e irlandesi ci sono delle grandi differenze tra i vari tipi di vesti accademiche. Di recente toghe, cappucci e cappelli sono stati classificati secondo la propria forma e il proprio disegno attraverso il sistema di classificazione di Groves, basato su un saggio di Nicholas Groves intitolato Hood and Gown Patterns, attraverso cui si assegna a ciascuna foggia o a ciascun disegno delle vesti accademiche un codice (Numero di classificazione di Groves). Per esempio, la toga da bachelor of arts (BA) è classificata come b2, e il relativo cappuccio di Cambridge è designato come f1, ecc. Poiché ciascuna università è libera di stabilire il disegno delle proprie vesti accademiche ufficiali, combinando tipo di toga (di varie forme), cappuccio e cappello (con vari disegni), aventi vari colori e materiali, e in relazione alle diverse prassi diffuse tra i sarti locali, raramente le vesti di un ateneo somigliano a quelle di un altro. Addirittura nel 2000 è stato fondato un centro studi, la Burgon Society per promuovere lo studio delle vesti accademiche, le cui pubblicazioni e attività hanno lo scopo di tracciare la storia e l'attuale impiego dell'abbigliamento accademico. Nel 2001 tale centro studi ha pubblicato la terza edizione del Shaw's reference book on British and Irish academical dress e in primavera organizza un congresso dove vengono esposte le più recenti ricerche in merito.
Le attuali toghe derivano dalla roba che si indossava al di sotto della cappa clausa, un indumento simile a una lunga cappa. Nel medioevo tutti gli studenti universitari appartenevano almeno a un ordine minore, e quindi erano tenuti a portare la cappa, o una veste dell'ordine religioso di appartenenza, e a vestire con colori neri o comunque scuri. Le toghe più comuni, quelle simili alle antiche vesti del clero per Bachelor of Arts (BA) e Master of Arts (MA), sono sostanzialmente identiche in tutto il mondo anglosassone. Esse sono fatte di tessuto nero (nonostante in certe occasioni la toga possa essere tinta col colore proprio dell'ateneo o della facoltà), che pende posteriormente. Le toghe per i BA hanno delle maniche con una forma a campana, mentre le toghe per i MA hanno lunghe maniche strette all'estremità, con il braccio che passa attraverso un'apertura praticata sopra il gomito.
Per il grado di dottore nel Regno Unito sono impiegate due diverse forme di toga, quella di Oxford e quella di Cambridge. La prima ha delle maniche a campana, mentre la seconda ha delle maniche lunghe e aperte. Un tipo di toga con una forma piuttosto rara è quella per il grado di MusD di Cambridge, che è una via di mezzo tra i due. Un'altra forma di toga da dottore è la cosiddetta toga informale (undress gown, letteralmente toga svestita), che è impiegata in occasioni meno formali, quali le lezioni. Di colore nero, di fatto si riduce a una lunga sorta di lunga giacca, ma oggi è impiegata piuttosto raramente, poiché molti preferiscono la toga formale. Comunque la toga informale è ancora presente negli atenei più antichi, dove l'abbigliamento accademico è normalmente impiegato.
In molte delle università più antiche, anche gli undergraduates vestono le loro proprie toghe; il tipo più comune è essenzialmente una toga tipo BA lunga fino al ginocchio, oppure una toga da studente laico oxfordiano, che è senza maniche e a Oxford presenta due nastri che pendono posteriormente.  A Cambridge, invece, la maggior parte dei college hanno una propria toga con un proprio disegno. Comunque oggi gli studenti undergraduates vestono la toga di rado (e sempre nelle occasioni e nelle istituzioni che la richiedono), tranne che nelle università più antiche e prestigiose. Un altro tipo di vestiario accademico, che oggi è raramente usato, è un tipo di tonaca, ed è indossato al di sopra di una toga nera. Solo le università di Oxford, Cambridge, Durham e Newcastle utilizzano la tonaca e il suo impiego è generalmente ristretto a occasioni cerimoniali molto formali, ed è riservato a chi riveste alte cariche accademiche.

### Portogallo
Gli studenti portoghesi dal secondo anno in avanti spesso indossano il traje, ovvero un vestito nero con doppio petto, con o senza capa (mantello nero), durante le funzioni ufficiali, le feste accademiche e i concerti dei gruppi musicali accademici (tunas). L'abbigliamento può includere un copricapo, spesso in forma di cilindro (cartola), di colore diverso a seconda della facoltà di appartenenza.

### Stati Uniti d'America

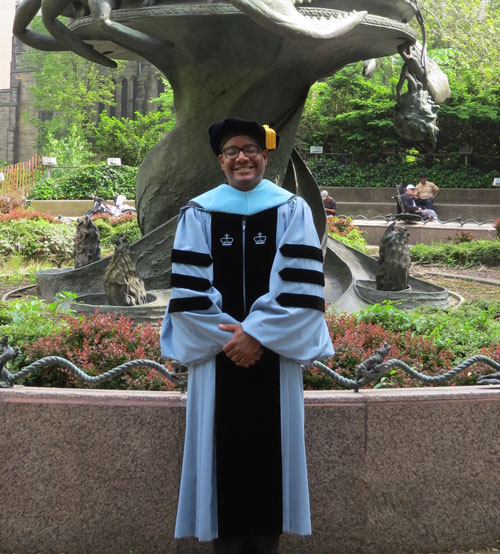
Un dottore di ricerca coi suoi abiti accademici. Le regole dell'abbigliamento accademico negli Stati Uniti furono sistematizzate per la prima volta presso la Columbia University.

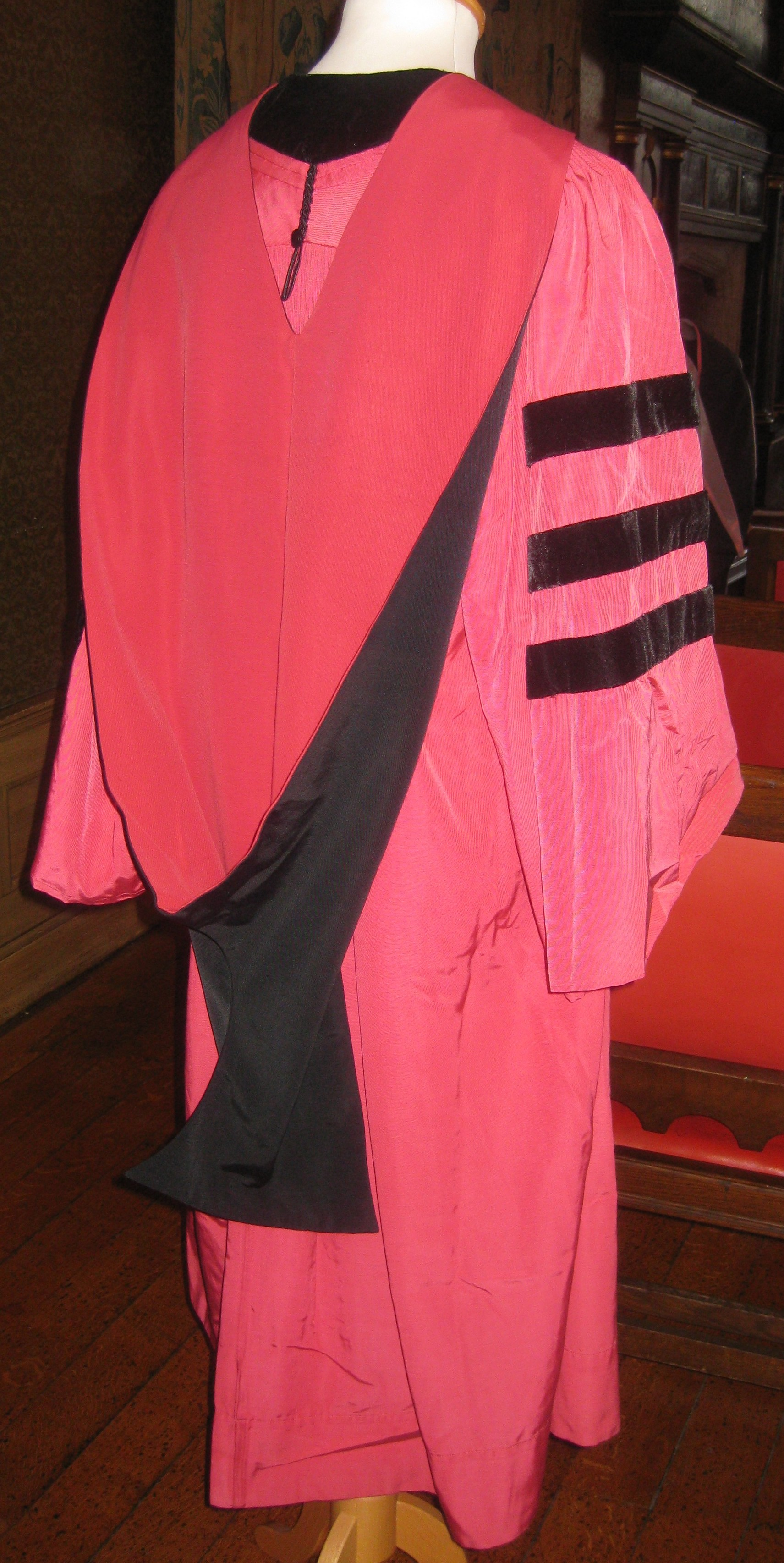
Toga e cappuccio dottorale dell'Università di Harvard, che segue un sistema proprio.

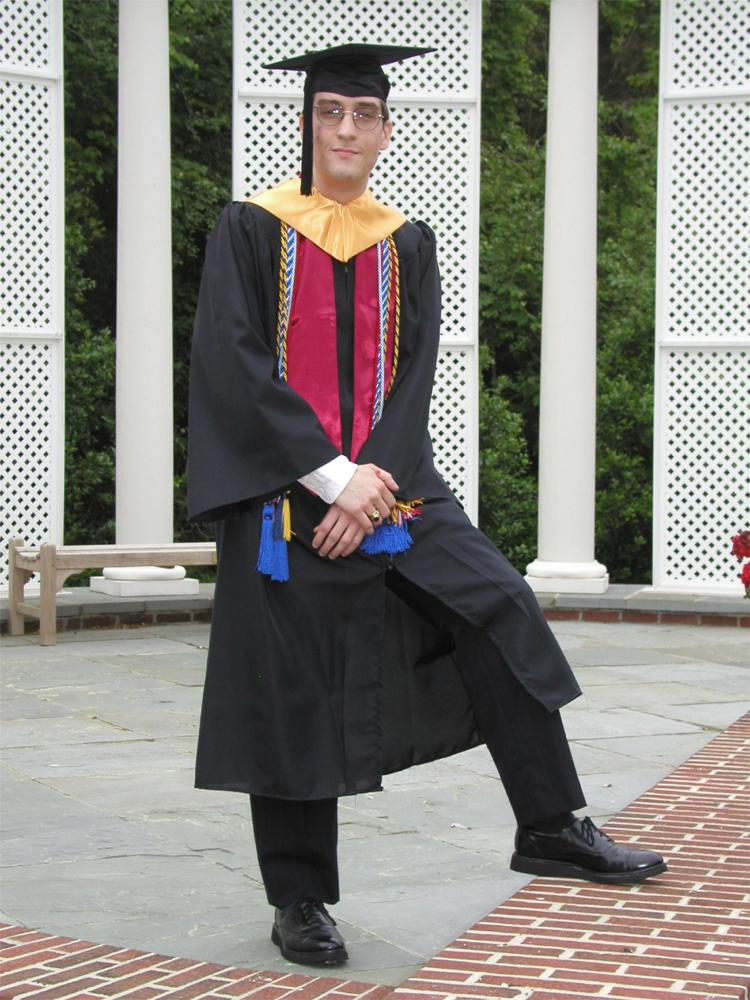
Gli abbigliamenti accademici americani sono tipicamente chiusi anteriormente e indossati con un proprio copricapo.

Gli abiti accademici negli Stati Uniti sono stati influenzati dalle tradizioni accademiche europee. Esiste un codice interuniversitario che stabilisce un dettagliato schema di uniformi e insegne accademiche, il quale è seguito dalla maggior parte degli atenei, sebbene alcune istituzioni non vi aderiscano interamente e una piccola parte di esse lo ignorino.
La pratica di indossare abiti accademici negli Stati Uniti risale al periodo dei Colonial Colleges ed è stata fortemente influenzata dalle pratiche e dagli stili europei. Gli studenti della maggior parte dei college coloniali dovevano indossare il più delle volte la divisa del college, una pratica che durò in molti istituti di istruzione superiore fino alla vigilia della guerra civile americana. In alcuni rari casi la pratica è persistita, come nella University of the South a Sewanee, dove gli studenti di una società d'onore, così come la gran parte dei professori, continua a indossare una specifica divisa durante le lezioni. Dopo la guerra civile, le insegne accademiche erano generalmente indossate solo durante le cerimonie o in occasioni di rappresentanza. Non era presente, tuttavia, alcuna forma di standardizzazione. Nel 1893 fu creata una Commissione intercollegiale composta da rappresentanti delle principali istituzioni accademiche, presieduta dal presidente della Columbia Seth Low, per stabilire un adeguato sistema di abbigliamento accademico. La commissione si riunì alla Columbia University nel 1895 e adottò un codice per l'abbigliamento accademico, che prescriveva la forma, lo stile e i materiali degli abiti, oltre a determinare i colori che dovevano rappresentare le diverse discipline. Queste regole furono presto adottate dalle istituzioni paritarie della Columbia, tra cui l'Università di Harvard, l'Università di Yale e l'Università di Princeton. Nel 1932 l'American Council on Education (ACE) autorizzò la nomina di un comitato per determinare se in questo momento fosse auspicabile la revisione e il completamento del codice accademico adottato dalla conferenza dei college e delle università nel 1895 e, in tal caso, per redigere un codice rivisitato.
Il comitato esaminò la situazione e approvò un codice per l'abbigliamento accademico che è tuttora in vigore da allora. Un ulteriore comitato, nominato dall'American Council on Education nel 1959, ha nuovamente aggiornato il codice di abbigliamento accademico apportando alcune modifiche.
Gli abiti da Bachelor (baccelliere) e da Master (Laureato magistrale) negli Stati Uniti sono simili alle loro controparti nel Regno Unito, sebbene gli abiti da baccelliere siano ora disegnati per essere indossati chiusi e sono lunghi almeno da metà polpaccio alla caviglia. La manica dell'abito da master è oblunga e, sebbene la base della manica penda nel modo tipico, è tagliata quadrata nella parte posteriore. La parte anteriore ha un arco tagliato e c'è una fessura all'altezza del polso, ma il resto dell'arco è chiuso. La forma è evocativa dell'antica liripipe a taglio quadrato incorporata in molte cappe accademiche. L'abito del master è disegnato per essere indossato aperto o chiuso.
Gli abiti dei dottorandi sono tipicamente neri, anche se alcune facoltà usano abiti con colori propri. In generale, gli abiti da dottorando sono simili agli abiti indossati dai laureati, con l'aggiunta di tre fasce di velluto sulle maniche e un rivestimento in velluto che scorre lungo la parte anteriore dell'abito. Il Codice prevede che il rivestimento sia nero o del colore designato per la disciplina in cui è stato conseguito il dottorato. Le vesti hanno maniche lunghe, invece delle maniche a campana dell'abito da bachelor. Alcuni abiti presentano una cravatta quando sono chiusi, mentre altri assumono una forma quasi simile a un mantello.